# Свети Исхирион
Свети Исхирион је хришћански светитељ и великомученик из 4. века.

## Мучеништво
Главни извор података о животу Исхириона је његово житије на коптско-арапском језику. Синаксарион (13-14 век). Исхирион је родом из Египта из места Килин, који се налази у делти реке Нил, у близини модерног града Кафр ел Шеик. Служио је у војсци Аријана, владара града Антиноја, главног града региона Тебајида. Када је у Тебајиди објављена наредба цара Диоклецијан (284-305) којом је наређено да сви становници царства принесу жртву паганским боговима, Исхирион је јавно одбио да се покори, проклео је цара и његове богове. Због тога ја ухапшен и послат је у Ликополис  где је стигао Аријен. Са Исхирионом је било још 5 хришћана војника. Сачуване су арапске верзије њихових грчког и/или латинских имена, од којих се само име Петар може поуздано идентификовати. Преостала имена су различито преведена у различитим рукописима: Валифиус или Алфиудус, Арманиус или Армасиус, Аркииас, Кираииун или Кираиноун. Неки од војника су разапети, други обезглављени. Аријан је наредио да Исхириона прво претуку, затим да му откину кожу са главе, па да га вежу за реп коња и вуку кроз град, да мученика полију растопљеним оловом и на крају да га баце у усијану пећ у купатилу. После сваког мучења, Исхириону се јављао анђео и лечио му ране. Тада је владар наредио да се позове „велики чаробњак“ Александар. Наредио је да се унутрашњост купатила у којој се налазио Исхирион полива прљавштином и да се врата затворе; затим је узео змију, бацио чини на њу, а када се змија поделила на два дела, извукао је из ње отров и џигерицу, ставио их у глинену посуду, наредио да се прокува садржај и натерао Исхириона да то попије. Исхирион је и након тога остао неповређен. Владар је наредио да се Александру одсече глава, а он је умро као мученик. Аријен је подвргао Исхириона даљем мучењу, али није могао да га натера да се одрекне Христа. На крају је и Искирион био посечен.

## Сачувани извори
Порука на коптском арапском Синаксар садржи многа заједничка места карактеристична за египатска дела. везана за мученике из епохе прогона од стране цара Диоклецијана. Осим имена владара Тебаиде и места погубљења, не садржи историјске податке о Исихариону. Синаксар, по свему судећи, пружа кратак сажетак опширнијег текста мучеништва. Позната су 3 рукописа која садрже опширно његово мучеништво; записи из манастира Св. Макарија Великог (Деир Абу Макар) у Вади ен-Натруну - бр. 487 (бр. 74 у хагиографској збирци, 16. век) и бр. 408 (бр. 42 у хагиографској збирци, 18. век) и 1 из Националне библиотеке Француске (Париз. арапски. 4775. век, 19. 19. Фо. 19. век). Рукописи нису објављени, па је непознато у којој мери њихов текст одговара подацима Синаксариона. Клодије Кулијан, који се помиње у наслову Мучеништва, био је префект Египта 303-306. Владар Северног Египта, Аријен, био му је савременик и административно му је био потчињен, дакле, са становишта хронологије мучеништва и Синаксарионског извештаја не противрече једна другој. Рукописи из збирке Коптског музеја у Каиру, који садрже крај Мучеништва, али другачија верзија, такође захтевају додатна истраживања. 
Мученик Искирион се помиње се у „Црквеној историји“ епископа Јевсевија Цезарејског.
Православна црква прославља светог Исхариона 23. новембра.